# Флорін Редучою
Флорін Редучою (рум. Florin Răducioiu, нар. 17 березня 1970, Бухарест) — румунський футболіст, що грав на позиції нападника. По завершенні ігрової кар'єри — тренер.
Виступав, зокрема, за клуб «Динамо» (Бухарест), а також у всіх чемпіонатах традиційної європейської топ-п'ятірки (Іспанія, Італія, Німеччина, Англія та Франція). Крім того у складі національної збірної Румунії був учасником двох чемпіонатів світу і одного чемпіонату Європи.

## Клубна кар'єра
Вихованець футбольної школи клубу «Динамо» (Бухарест). Багато в чому він зобов'язаний тренеру Мірчі Луческу, що дав йому проявити себе на вищому рівні у ранньому віці. У румунському чемпіонаті дебютував у віці 17 років, 10 травня 1987 року, в матчі проти «Політехніки» (2:1).
З сезону 1988/89 Редучою став гравцем основного складу команди Луческу. Він яскраво проявив себе на європейській арені, дійшовши разом з командою до чвертьфіналу Кубка кубків УЄФА 1988/89, де «Динамо» поступилося італійській «Сампдорії» за сумою двох матчів за рахунок голу на чужому полі. Сезон 1989/90 став кращим для Редучою в Румунії: він виграв з «Динамо» чемпіонат і національний кубок, у фіналі якого він зробив хет-трик у ворота «Стяуа», а також досяг з командою півфіналу Кубка кубків УЄФА 1989/90, в якому «Динамо» поступилося бельгійському «Андерлехту».
1990 року Флорін Редучою перейшов в клуб італійської Серії А «Барі». 16 вересня того ж року він забив свій перший гол в італійському чемпіонаті, зрівнявши рахунок у домашньому поєдинку проти «Торіно».

Флорін Редучою під час виступів за «Верону». 1991 рік.

Наступний сезон Редучою провів в іншому клубі Серії А «Вероні». У 1992 році він перейшов у команду «Брешія», за яку в чемпіонаті 1992/93 забив 13 голів, в тому числі відзначившись дублями у ворота «Дженоа», «Аталанти» та «Удінезе».
Сезон 1993/94 Редучою провів за «Мілан». Перейшовши до табору «росонері», нападника мало використовував головний тренер міланського клубу, в результаті чого Редучою провів всього 7 матчів і забив 2 голи, але разом з командою домігся завоювання Скудетто, а так само перемоги в Лізі чемпіонів 1994 року.
У 1994 році Флорін перейшов в іспанський «Еспаньйол», де провів наступні два сезони.
Після Чемпіонату Європи 1996 року, на якому Редучою забив єдиний гол своєї команди на турнірі, тренер Гаррі Реднапп запросив його в свій «Вест Гем Юнайтед». Найбільш відомим епізодом у його англійському відрізку кар'єри став гол у ворота «Манчестер Юнайтед» після критики Гаррі Реднаппа за його похід за покупками разом з дружиною в універмаг Harvey Nichols за день до гри, яку Рэдучою не прийняв. В Англії Редучою не зміг показати свою гру і повернувся в 1997 році в «Еспаньйол». 9 лютого 1997 року його два голи з пенальті принесли «Еспаньйолу» перемогу з рахунком 2:0 в дербі з «Барселоною».
Сезон 1997/98 румун провів у німецькому «Штутгарті». У 1998 році Рэдучою повернувся в «Брешію», де відіграв наступні два сезони в Серії B. У 2000—2002 роках він виступав за французький «Монако», забивши лише двічі в Лізі 1.
Завершив професійну ігрову кар'єру у клубі «Кретей», за який виступав протягом сезону 2003/04 років.

## Виступи за збірні
Протягом 1989—1990 років залучався до складу молодіжної збірної Румунії. На молодіжному рівні зіграв у 9 офіційних матчах, забив 3 голи.
25 квітня 1990 року дебютував в офіційних матчах у складі національної збірної Румунії, вийшовши в основному складі товариському матчі зі збірною Ізраїлю і був замінений після 58 хвилин на полі.
Того ж року він був учасником чемпіонату світу 1990 року в Італії, де вперше з'явився на полі у віці 20 років в грі проти збірної СРСР. На цьому турнірі Редучою провів три матчі, але відзначитися забитими голами не зумів. Лише 5 грудня того ж року він все ж відзначився першим забитим м'ячем за національну команду, взявши участь у розгромі Сан-Марино з рахунком 6:0 в рамках кваліфікації Чемпіонат Європи з футболу 1992 року.
1993 рік вийшов для Редучою надрезультативним в національній команді. 2 червня він відзначився дублем у ворота збірної Чехословаччини, що однак не врятувало Румунію від гостьової великої поразки з рахунком 2:5. А 8 вересня Редучою зробив покер у ворота збірної Фарерських островів, забивши 4 голи своєї команди в цьому гостьовому поєдинку.
На чемпіонаті світу 1994 року у США Редучою відзначився дублем у матчі групового етапу проти збірної Колумбії. У чвертьфіналі цього турніру румуни грали зі шведами, де Редучою зумів зрівняти рахунок на 88-й хвилині і тим самим перевести зустріч в овертайм, в якому його гол на 101-й хвилині і зовсім вивів румунів вперед. Але через 14 хвилин шведи, що грали в меншості, зуміли відновити рівновагу в рахунку і довести гру до серії пенальті. Редучою забив перший одинадцятиметровий удар своєї команди при промаху суперника в аналогічній спробі, але в підсумку румуни все ж поступилися.
На чемпіонаті Європи 1996 року в Англії збірна Румунії програла всі свої три матчі, а Редучою забив єдиний гол своєї команди на цьому турнірі, зрівнявши рахунок у поєдинку з іспанцями. Ця гра стала останньою для нього в національній команді. Протягом кар'єри у національній команді, яка тривала 7 років, провів у формі головної команди країни 40 матчів, забивши 21 гол.

## Кар'єра тренера
Розпочав тренерську кар'єру, повернувшись до футболу після невеликої перерви, 2012 року, очоливши тренерський штаб збірної Румунії U-16. Наразі досвід тренерської роботи обмежується цією командою.

## Досягнення
- Чемпіон Румунії:

«Динамо» (Бухарест): 1989–1990
- Володар Кубка Румунії:

«Динамо» (Бухарест): 1985–1986, 1989–1990
- Чемпіон Італії:

«Мілан»: 1993–1994
- Переможець Ліги чемпіонів УЄФА:

«Мілан»: 1993–1994
- Володар Суперкубка Італії з футболу:

«Мілан»: 1993